# Easton (Kansas)
Easton é uma cidade localizada no estado americano de Kansas, no Condado de Leavenworth.

## Demografia
Segundo o censo americano de 2000, a sua população era de 362 habitantes.
Em 2006, foi estimada uma população de 354, um decréscimo de 8 (-2.2%).

## Geografia
De acordo com o United States Census Bureau tem uma área de
0,4 km², dos quais 0,4 km² cobertos por terra e 0,0 km² cobertos por água. Easton localiza-se a aproximadamente 276 m acima do nível do mar.

## Localidades na vizinhança
O diagrama seguinte representa as localidades num raio de 20 km ao redor de Easton.